# Bulletproof hosting
Bulletproof hosting (in italiano "hosting antiproiettile") è un tipo di servizio di hosting Web.
I provider di tali servizi consentono ai clienti di ospitare contenuti o servizi spesso illegali, che sarebbero vietati da altri provider più tradizionali, quali siti web di malware, phishing, spam ed altro.
I suddetti provider sono noti per la loro mancanza di restrizioni o politiche rigorose. Consentono spesso la riproduzione di contenuti che sarebbero vietati altrove. Molti di questi servizi offrono un alto grado di anonimato ai loro clienti, consentendo loro di nascondere la propria identità. Spesso i provider di Bulletproof hosting sono distribuiti in tutto il mondo e hanno dei meccanismi per resistere ai tentativi di rimozione dei contenuti da parte delle autorità o dei provider di servizi di sicurezza. 
I servizi di Bulletproof hosting possono essere utilizzati per ospitare contenuti illegali, come siti Web di frode, ransomware, mercati neri online, siti di phishing o persino botnet. Il loro utilizzo è spesso associato ad attività illegali e comporta rischi significativi per coloro che ne fanno uso. Le forze dell'ordine e i provider di sicurezza lavorano costantemente per identificare e combattere tali servizi. La disponibilità di servizi di Bulletproof hosting può variare da un paese all'altro e può essere soggetta a cambiamenti normativi.